# Штейн, Людвиг
Людвиг Штейн (нем. Ludwig Stein) — философ и социолог, по происхождению немец из Венгрии.
Родился в 1859 г.; учился в 1877-80 гг. в Берлине, преимущественно под руководством Целлера; читал лекции по философии в Галле, затем в Цюрихе; был профессором в Берне. С 1881 по 1883 г. был раввином в Берлине. Отец философа и лингвиста  Артура Штейна (1888–1978).
Его главные труды: «Die Willensfreiheit» (Б., 1882); «Die Psychologie der Stoa» (1886); «Leibnitz und Spinoza» (1890); «Friedrich Nietzsches Weltanschauung und ihre Gefahren» (1893); «Die soziale Frage im Lichte der Philosophie»(1897 г.)

## О социализме
В «Die soziale Frage im Lichte der Philosophie» (1897, русский перевод — «Социальный вопрос с философской точки зрения. Лекции об общественной философии и её истории». — М., 1899).
В произведении социальный вопрос поставлен очень широко, как в его историческом развитии, так и в современной постановке; количество и разнообразие материала идет иногда в ущерб глубине его разработки.
Социализм, по мнению Штейна, имеет в себе здравое зерно, но для того чтобы решить свою задачу, он должен получить нравственно-религиозное направление, то есть должен «проникнуться религиозными (не в догматическом смысле этого слова) элементами, должен быть насыщен моральными идеями; он должен сделаться нравственным или он не будет существовать». Экономический материализм применим к более ранним периодам человеческой истории, но по мере движения вперед человеческая мысль развивается и становится самостоятельным, то есть независимым от экономических условий фактором истории.

## О социальных утопиях
Людвиг Штейн утверждает, что утопии возникают в литературе тогда, когда в общественных условиях уже назрел переворот; его ещё не предчувствуют обычные люди, но инстинктивно угадывают люди с более тонкой организацией.
Утопия — это смутное выражение общественного кризиса. Пока существующие условия удовлетворяют массу, никому не приходит в голову придумывать фантастический лад; если и появляется такая фантастическая картина, то она проходит совершенно незамеченной. Если, наоборот, в воздухе носится гроза, недовольство существующим выражается громко и открыто, то всякий, даже самый невероятный проект нового устройства встречается с бурным одобрением.
Штейн иллюстрирует свою мысль следующими примерами: «Утопия» Мора появилась за год до начала Лютеранской агитации. Все ближайшие потомки «Утопии» предшествуют на очень незначительный срок какой-либо важный переворот или по крайней мере важную общественно-политическую реформу.
Утопия Морелли опередила на несколько лет французскую революцию. Утопия Кабе была буревестником революции 1848 г.

## Сочинения
- Социальный вопрос с философской точки зрения. Лекции об общественной философии и её истории. — М., 1899. — XX, 708 с.
- Начала человеческой культуры. — Санкт-Петербург, 1908. — 128 с.